# Ölands runinskrifter 4
Ölands runinskrifter 4 är en vikingatida runsten av grå kalksten som fanns i Resmo kyrka, Resmo socken och Mörbylånga kommun. Stenen är en parsten till Öl 3. Runstenen finns på Kalmar läns museum.

## Inskriften
Translitterering av runraden:
...-abi · þaiʀ --tu · raisa · stein- · eftiʀ · rantui · moþor sina
Normalisering till runsvenska:
''...-abi þæiʀ [le]tu ræisa stæin[a] æftiʀ ʀandvi, moður sina.
Översättning till nusvenska:
De läto resa stenarna efter Randvi, sin moder.